# Simeonovo
Simeonovo (Bulgaars: Симеоново) is een dorp in de Bulgaarse gemeente Toendzja, oblast Jambol. Het dorp ligt 15 km ten zuidoosten van Jambol en 273 km ten zuidoosten van Sofia.

## Bevolking
Op 31 december 2019 woonden er 223 personen in het dorp Simeonovo.
| Etnische samenstelling van de respondenten (2011) | Etnische samenstelling van de respondenten (2011) | Etnische samenstelling van de respondenten (2011) | Etnische samenstelling van de respondenten (2011) | Etnische samenstelling van de respondenten (2011) |
| ------------------------------------------------- | ------------------------------------------------- | ------------------------------------------------- | ------------------------------------------------- | ------------------------------------------------- |
|                                                   |                                                   |                                                   |                                                   |                                                   |
| Bulgaren                                          | Bulgaren                                          |                                                   | 96,8%                                             | 96,8%                                             |
| Turken                                            | Turken                                            |                                                   | 0,0%                                              | 0,0%                                              |
| Roma                                              | Roma                                              |                                                   | 1,4%                                              | 1,4%                                              |
| Anders/Onbekend                                   | Anders/Onbekend                                   |                                                   | 1,6%                                              | 1,6%                                              |

Van de 285 inwoners in februari 2011 werden geteld, waren er 16 jonger dan 15 jaar oud (5,6%), gevolgd door 129 personen tussen de 15-64 jaar oud (45,3%) en 140 personen van 65 jaar of ouder (49,1%).